# Jacques MacDonald
Étienne Jacques Joseph Alexandre MacDonald, född 17 november 1765 i Sedan i Ardennes, död 25 september 1840 i Beaulieu-sur-Loire i Loiret, var en fransk militär, utnämnd till hertig av Tarent och marskalk av Frankrike 1809.

## Franska revolutionskrigen
MacDonald tillhörde en skotsk emigrantfamilj. Han slöt sig till franska revolutionen, utmärkte sig på slagfälten i Nederländerna och utnämndes 1796 till divisionsgeneral. 1798–1799 tog MacDonald verksam del i kriget i Italien, där han efter Jean Étienne Championnet förde befäl i kriget på neapolitanska området. Till följd av fransmännens motgångar i norra Italien måste han i maj 1799 dra sig tillbaka genom hela Italien och blev därunder vid floden Trebbia 19 juni slagen av Aleksandr Suvorov.
Vid statskuppen 18 brumaire år VIII (9 november 1799) gav han Napoleon Bonaparte verksamt bistånd. Hösten 1800 fick han befälet över den så kallade andra reservarmén och överskred 27 november till 6 december under stora ansträngningar Splügenpasset för att falla österrikarna i ryggen. Stilleståndet i Treviso i januari 1801 hindrade honom dock att vinna några avgörande fördelar.

## Napoleonkrigen
1804 föll MacDonald i onåd eftersom han försvarade Jean Victor Marie Moreau. Först 1809 befann han sig åter på händelsernas skådeplats. I slaget vid Wagram 6 juli samma år utförde han det anfall som var avsett att, men inte lyckades, bryta österrikarnas motstånd. Efter denna bragd gavs han marskalktiteln och hertiglig värdighet.
Under fälttåget till Ryssland 1812 förde han vänstra flygeln, till vilken den preussiska kåren hörde. I 1813 års krig i Tyskland stod han i spetsen för 11:e armékåren och fick sedermera befälet över den av fyra armékårer bestående häravdelning som skulle uppehålla schlesiska armén, men blev 26 augusti slagen vid Katzbach. MacDonald skyddade återtåget efter slaget vid Leipzig 19 oktober och tog sedermera del i slaget vid Hanau 30 oktober.
Efter Napoleons nederlag 1814 ledde MacDonald underhandlingarna rörande dennes avsättning, varefter han av Ludvig XVIII utnämndes till pär och fick befälet över en militärdivision. Även om hans trupper gick över till Napoleon under de hundra dagarna förblev han kungen trogen.
Efter julirevolutionen 1830 drog han sig tillbaka. MacDonald förenade med framstående krigaregenskaper en av vän och fiende aktad karaktär. Hans memoarer utgavs 1892.